# Frankliniella tritici
Frankliniella tritici är en insektsart som först beskrevs av Fitch 1855.  Frankliniella tritici ingår i släktet Frankliniella och familjen smaltripsar. Inga underarter finns listade i Catalogue of Life.